# アルツァーテ・ブリアンツァ
アルツァーテ・ブリアンツァ（イタリア語: Alzate Brianza）は、イタリア共和国ロンバルディア州コモ県にある、人口約4,800人の基礎自治体（コムーネ）。

## 地理

### 位置・広がり
コモ県南東部、ブリアンツァ地方のコムーネ。県都コモから南東へ9kmの距離にある。

#### 隣接コムーネ
隣接するコムーネは以下の通り。
- アンツァーノ・デル・パルコ
- ブレンナ
- カントゥ
- インヴェリーゴ
- ルラーゴ・デルバ
- オルセニーゴ

### 地震分類
イタリアの地震リスク階級 (it) では、4 に分類される
。